# هادية بن طالب
هادية بن طالب هي مبارزة جزائرية وُلدت في 31 أغسطس 1980، ومثلت الجزائر في دورة الألعاب الأولمبية الصيفية عام 2008 في منافسات سيف المبارزة.

## المشاركات والميداليات
شاركت هادية بن طالب في دورة الألعاب الأولمبية الصيفية التي أقيمت عام 2008 في مدينة بكين بالصين، ولكنها خرجت من الدور التمهيدي ولم تتمكن من التأهل لنهائي البطولة في منافسات فردي سيف المبارزة للسيدات بعدما خسرت مباراتها أمام المبارزة المجرية إيميس ساس بنتيجة 4-15. ويوضح الجدول التالي أهم المُسابقات والبطولات التي شاركت فيها هادية بن طالب، وأبرز الميداليات والألقاب التي حققتها في البطولات والمسابقات المختلفة:
| العام | المسابقة                       | المكان                   | المنافسات                           | الترتيب/الميدالية                   | ملاحظات                                                                       |
| ----- | ------------------------------ | ------------------------ | ----------------------------------- | ----------------------------------- | ----------------------------------------------------------------------------- |
| 2007  | دورة الألعاب الأفريقية         | الجزائر العاصمة، الجزائر | منافسات سيف المبارزة لفرق السيدات   | المركز الثالث (الميدالية البرونزية) |                                                                               |
| 2008  | بطولة أفريقيا للمبارزة         | الدار البيضاء، المغرب    | منافسات سيف المبارزة لفرق السيدات   | المركز الثاني (الميدالية الفضية)    |                                                                               |
| 2008  | بطولة أفريقيا للمبارزة         | الدار البيضاء، المغرب    | منافسات سلاح الشيش لفرق السيدات     | المركز الثالث (الميدالية البرونزية) |                                                                               |
| 2008  | دورة الألعاب الأولمبية الصيفية | بكين، الصين              | منافسات سيف المبارزة - فردي السيدات | لم تتأهل                            | خرجت من الدور التمهيدي بعد خسارتها أمام اللاعبة المجرية إيميس ساس بنتيجة 4-15 |